# Eswort Coombs
Eswort Lorenzo Brian Coombs (Kingstown, 26 novembre 1972) è un ex velocista sanvincentino, specializzato nei 400 metri piani.
Coombs nel corso della sua carriera ha rappresentato Saint Vincent e Grenadine nel corso di manifestazioni internazionali quali i Mondiali, i Giochi olimpici di Barcellona 1992 e di Atlanta 1996, i Giochi del Commonwealth e a vincere una medaglia di bronzo ai Giochi panamericani, primo podio in assoluto per l'arcipelago del Mar dei Caraibi nella manifestazione continentale.

## Palmarès
| Anno | Manifestazione          | Sede           | Evento      | Risultato        | Prestazione | Note |
| ---- | ----------------------- | -------------- | ----------- | ---------------- | ----------- | ---- |
| 1991 | Mondiali                | Tokyo          | 200 m piani | Batteria         | 22"29       |      |
| 1991 | Mondiali                | Tokyo          | 400 m piani | Batteria         | 48"63       |      |
| 1991 | Giochi panamericani     | L'Avana        | 200 m piani | Batteria         | 22"41       |      |
| 1991 | Giochi panamericani     | L'Avana        | 400 m piani | Batteria         | 49"32       |      |
| 1991 | Giochi panamericani     | L'Avana        | 4×100 m     | 4º               | 42"04       |      |
| 1991 | Giochi panamericani     | L'Avana        | 4×400 m     | 7º               | 3'20"33     |      |
| 1992 | Giochi olimpici         | Barcellona     | 200 m piani | Batteria         | 22"07       |      |
| 1992 | Giochi olimpici         | Barcellona     | 4×400 m     | Batteria         | 3'10"21     |      |
| 1993 | Mondiali indoor         | Toronto        | 200 m piani | dns              | dns         |      |
| 1993 | Mondiali                | Stoccarda      | 100 m piani | Batteria         | 10"95       |      |
| 1993 | Mondiali                | Stoccarda      | 200 m piani | Batteria         | 21"82       |      |
| 1994 | Giochi del Commonwealth | Victoria       | 200 m piani | Semifinale       | 21"88       |      |
| 1994 | Giochi del Commonwealth | Victoria       | 400 m piani | 6º               | 45"96       |      |
| 1995 | Mondiali indoor         | Barcellona     | 400 m piani | Semifinale       | 47"63       |      |
| 1995 | Campionati CAC          | Guatemala City | 400 m piani | Oro              | 45"29       |      |
| 1995 | Mondiali                | Göteborg       | 200 m piani | Batteria         | 21"27       |      |
| 1995 | Mondiali                | Göteborg       | 400 m piani | Quarti di finale | 47"15       |      |
| 1995 | Giochi panamericani     | Mar del Plata  | 200 m piani | Batteria         | 21"16       |      |
| 1995 | Giochi panamericani     | Mar del Plata  | 400 m piani | Bronzo           | 45"68       |      |
| 1995 | Universiadi             | Fukuoka        | 400 m piani | Oro              | 45"38       |      |
| 1996 | Giochi olimpici         | Atlanta        | 200 m piani | Semifinale       | 45"36       |      |
| 1996 | Giochi olimpici         | Atlanta        | 4×100 m     | Batteria         | 40"54       |      |
| 1996 | Giochi olimpici         | Atlanta        | 4×400 m     | Batteria         | 3'06"52     |      |
| 1997 | Mondiali                | Atene          | 400 m piani | Quarti di finale | 45"47       |      |